# Schongau
Schongau é uma comuna da Suíça, no Cantão Lucerna, com cerca de 807 habitantes. Estende-se por uma área de 12,43 km², de densidade populacional de 65 hab/km². Confina com as seguintes comunas: Aesch, Bettwil (AG), Buttwil (AG), Fahrwangen (AG), Hämikon, Müswangen.
A língua oficial nesta comuna é o Alemão.